# Amanda Whiting
Amanda Whiting (* 15. September 1976 in Cardiff) ist eine britische Jazzmusikerin (Harfe, Komposition).

## Leben und Wirken
Whiting begann im Alter von sechs Jahren mit dem klassischen Harfenunterricht. Sie erhielt mit sechzehn Jahren ein Stipendium für die Wells Cathedral School. 1995 gewann sie den Wettbewerb National Eisteddfod; weiterhin erhielt sie die Nansi Richards Scholarship. Sie erwarb dann ihren Bachelor bei Caryl Thomas an der Cardiff University in klassischer Musik.
Whiting gab 2002 ihr Debüt als Solistin im Purcell Room in London; 2003 trat sie zusammen mit Joanne Thomas in der St. David's Hall in Cardiff, Wales, auf. Schon früh entwickelte sie eine Vorliebe für Popmusik und Jazz; nachdem sie Jamie Cullum bei einer örtlichen Wohltätigkeitsveranstaltung unterstützt und 2006 mit Dannii Minogue deren Version des Weihnachtsliedes I'll Be Home for Christmas" aufnahm, die in Australien als Chart-Single veröffentlicht wurde, beschloss sie, professionell in diesem Bereich zu arbeiten. 2013 kehrte sie an das Royal Welsh College of Music and Drama zurück, um ihr Studium mit dem Master in Jazz abzuschließen. Sie studierte bei Paula Gardiner, Huw Warren, Iain Ballamy, Dave Cliff und Dudley Phillips (neben vielen anderen).
Daneben tourte Whiting ausgiebig mit ihrer eigenen Band sowie mit Matthew Halsall, Rebecca Vasmant, DJ Yoda und Chip Wickham und veröffentlichte ab 2020 eine EP („Little Sunflower“), darauf drei Soloalben bei Jazzman Records, zunächst After Dark (2021) mit ihrem Jazztrio aus Aidan Thorne (Bass) und Jon Reynolds (Schlagzeug). Ein weiteres Projekt war ein Remix für Scrimshires Albert's Favorites-Label. Des Weiteren erhielt sie eine Nominierung als „Instrumentalistin des Jahres“ von Jazz FM und die Unterstützung von DJs wie Jamie Cullum von Radio 2 („sehr empfehlenswert“) und Cerys Matthews von BBC 6 Music („mein Highlight des Cheltenham Jazz Festival 2023“). Im folgenden Jahr legte sie das Album The Liminality of Her (First Word Records) vor. „Die walisische Harfenistin überzeugt mit einer Reihe von Eigenkompositionen davon, dass ihr Instrument einen Platz im Jazz hat,“ schrieb Sophie Prior im Jazz Journal.
Whiting lehrt Jazzharfe am Royal Welsh College of Music and Drama und am Birmingham Conservatoire.

## Diskographische Hinweise
- Lost in Abstraction (Jazzman Records, 2022), mit Chip Wickham, Aidan Thorne, John Reynolds, Baldo Verdu
- Don Leisure & Amanda Whiting: Beyond the Midnight Sun (First Word Records, 2023)
- The Liminality of Her (First Word Records, 2024), mit Aidan Thorne, Jon Reynolds, Mark O’Connor
- Can You See Me Now? (First Word Records, 2025) EP